# Lista de prêmios e indicações recebidos por The Vamps
A lista de prêmios e indicações da banda britânica de pop e pop rock The Vamps consiste em um total de 13 prêmios e 32 indicações desde 2013.

## 4Music Video Honours
O 4Music Video Honours é uma premiação anual que ocorre no próprio site do 4Music e homenageia a música em geral.
| Ano  | Categoria         | Indicação | Resultado |
| ---- | ----------------- | --------- | --------- |
| 2013 | Melhor descoberta | The Vamps | Venceu    |

## Attitude Awards
Attitude Awards é uma premiação da revista gay do Reino Unido, Attitude Magazine. The Vamps possui uma indicação e ganhou a mesma.
| Ano  | Categoria    | Indicação | Resultado |
| ---- | ------------ | --------- | --------- |
| 2014 | Melhor grupo | The Vamps | Venceu    |

## BBC Radio 1 Teen Awards
O Teen Awards é uma premiação anual concebida pela emissora britânica BBC que reúne votos do público pelo site oficial. The Vamps recebeu 4 indicações, das quais venceu todas, e um prêmio especial concebido pelos apresentadores Dan & Phil.
| Ano  | Categoria                        | Indicação    | Resultado |
| ---- | -------------------------------- | ------------ | --------- |
| 2014 | Melhor grupo britânico           | The Vamps    | Venceu    |
| 2014 | Melhor avanço do Friday Download | The Vamps    | Venceu    |
| 2014 | Melhor Single Britânico          | "Last Night" | Venceu    |
| 2015 | Prêmio Alternativo de Dan & Phil | The Vamps    | Venceu    |
| 2016 | Melhor grupo britânico           | The Vamps    | Venceu    |

## FOX's Teen Choice Awards
O Teen Choice Awards (abreviado para TCA) é uma premiação anual organizada pelo canal de televisão Fox que reúne votos do público dados pelo site oficial e pelo Twitter. The Vamps recebeu duas indicações.
| Ano  | Categoria                | Indicação | Resultado |
| ---- | ------------------------ | --------- | --------- |
| 2016 | Escolha de Canção: Grupo | "Wake Up" | Indicado  |
| 2017 | Escolha Musical: Grupo   | The Vamps | Pendente  |

## Hot Hits Awards
| Ano  | Categoria             | Indicação | Resultado |
| ---- | --------------------- | --------- | --------- |
| 2013 | Novo Artista Favorito | The Vamps | Venceu    |
| 2013 | Melhor Grupo          | The Vamps | Venceu    |

## Melty Future Awards
| Ano  | Categoria                  | Indicação | Resultado |
| ---- | -------------------------- | --------- | --------- |
| 2014 | Prix Spécial International | The Vamps | Venceu    |

## MTV Brand New
| Ano  | Categoria  | Indicação | Resultado |
| ---- | ---------- | --------- | --------- |
| 2014 | Nova Marca | The Vamps | Venceu    |

## MTV Video Music Awards Japan
O MTV Video Music Awards Japan, ou VMAJ é uma premiação anual concedida pela emissora MTV do Japão que visa premiar os melhores videoclipes do ano em diversas categorias.
| Ano  | Categoria             | Indicação | Resultado |
| ---- | --------------------- | --------- | --------- |
| 2016 | Melhor video de grupo | Wake Up   | Indicado  |

## Nickelodeon UK's Kids' Choice Awards
| Ano  | Categoria                          | Indicação | Resultado |
| ---- | ---------------------------------- | --------- | --------- |
| 2014 | Descoberta Favorita do Reino Unido | The Vamps | Venceu    |
| 2015 | Melhores Fãs do Reino Unido        | Vampettes | Indicado  |
| 2016 | Melhor artista do Reino Unido      | The Vamps | Indicado  |
| 2016 | Melhores fãs do Reino Unido        | Vampettes | Indicado  |

## Premios 40 Principales
| Ano  | Categoria                | Indicação | Resultado |
| ---- | ------------------------ | --------- | --------- |
| 2014 | Melhor Artista Revelação | The Vamps | Indicado  |

## Radio Disney Music Awards
| Ano  | Categoria                           | Indicação                             | Resultado |
| ---- | ----------------------------------- | ------------------------------------- | --------- |
| 2014 | Melhor Artista Novo                 | The Vamps                             | Indicado  |
| 2015 | Mashup Musical - Melhor Colaboração | "Somebody To You (feat. Demi Lovato)" | Indicado  |

## Scottish Fashion Awards
| Ano  | Categoria            | Indicação   | Resultado |
| ---- | -------------------- | ----------- | --------- |
| 2015 | Ícone Fashion do Ano | Connor Ball | Venceu    |
| 2016 | Ícone Fashion do Ano | Connor Ball | Indicado  |

## Shorty Awards
| Ano  | Categoria    | Indicação | Resultado |
| ---- | ------------ | --------- | --------- |
| 2015 | Melhor banda | The Vamps | Indicado  |

## World Music Awards
| Ano  | Categoria              | Indicação      | Resultado |
| ---- | ---------------------- | -------------- | --------- |
| 2014 | Melhor Canção do Mundo | "Can We Dance" | Indicado  |
| 2014 | Melhor Canção do Mundo | "Wild Heart"   | Indicado  |
| 2014 | Melhor Vídeo do Mundo  | "Can We Dance" | Indicado  |
| 2014 | Melhor Vídeo do Mundo  | "Wild Heart"   | Indicado  |
| 2014 | Melhor Álbum do Mundo  | Meet the Vamps | Indicado  |
| 2014 | Melhor Grupo do Mundo  | The Vamps      | Indicado  |
| 2014 | Melhor Ato ao Vivo     | The Vamps      | Indicado  |

1. ↑  «Video Honlery» (em inglês). 4Music
2. ↑  «The Vamps wins Best Group at Attitude Awards» (em inglês). Attitude Magazine. Consultado em 18 de agosto de 2016. Arquivado do original em 18 de março de 2016
3. 1 2 3  «BBC Radio 1 Teen Awards 2014 Winners» (em inglês). BBC
4. ↑  «BBC Radio 1's Teen Awards voting opens» (em inglês). CelebMix. Consultado em 16 de agosto de 2016
5. ↑  «Teen Choice Awards 2016: All the nominees and winners» (em inglês). US Magazine. Consultado em 25 de junho de 2017
6. 1 2  «Modo de Manutenção | TVBR». Thevampsbr.com. Consultado em 18 de agosto de 2016. Arquivado do original em 27 de março de 2016
7. ↑  «melty Future Awards : The Vamps gagnants du Prix Spécial International» (em francês)
8. ↑  «Brand New for 2014» (em inglês). MTV. Consultado em 18 de agosto de 2016. Arquivado do original em 11 de janeiro de 2014
9. ↑  «Nominees announced for the MTV Video Music Awards Japan 2016» (em inglês). Arama Japan. Consultado em 28 de setembro de 2016
10. ↑  «Nickelodeon Kids' Choice Awards - UK Favourite Breakthrough». Nickelodeon UK. Consultado em 18 de agosto de 2016. Arquivado do original em 27 de março de 2013
11. ↑  «2015 Nickelodeon Kids' Choice Awards Nominees - Favourite Fan Family» (em inglês). KCA. Consultado em 18 de agosto de 2016. Arquivado do original em 27 de março de 2013
12. 1 2  «2016Nickelodeon's Kids' Choice Awards Nomination Revealed». Music News. Consultado em 4 de fevereiro de 2016
13. ↑  «The Vamps también actuará em los Premios 40 Principales» (em espanhol). Los 40 Principales
14. ↑  «Just Announced: The 2014 RDMA Categories and Nominees» (em inglês). Radio Disney
15. ↑  «2015 Radio Disney Music Awards Nominees» (em inglês). J-14
16. ↑  «The Vamps' Connor Ball wins Fashion Icon at Scottish Fashion Awards 2015» (em inglês). Just Jared Jr
17. ↑  «Best Band In Social Media - The Shorty Awards» (em inglês). Shorty Awards
18. ↑  «Nomination for worlds best group» (em inglês). World Music Awards[ligação inativa]
19. ↑  «Nomination for worlds best live act» (em inglês). World Music Awards[ligação inativa]